# 德雅娜·隆班
德雅娜·葛瑞絲耶·蘇珊蒂·隆班（1976年1月27日—），印尼前女子羽球運動員，為PB Jaya Raya效力。
德雅娜參加了2000年夏季奧運會羽球比賽，她與艾麗莎·納薩內爾一起競爭女子雙打項目。在2001年印尼羽球公開賽上，她與維塔·瑪麗莎一起贏得女子雙打冠軍，是該屆地主國橫掃五項冠軍的一部分。德雅娜憑藉自己的跳殺能力，曾與三位不同的搭檔贏過四次世界羽球大獎賽總決賽冠軍，並於1996年與Indarti Issolina一起贏得德國和泰國公開賽冠軍；在印尼公開賽上獲得兩次冠軍，其中1998年是與艾麗莎搭檔，2001年是與維塔搭檔。
德雅娜於2002年從國家隊退出，並於2003年移居美國。她於2009年開始擔任羽球教練。